# Qasr Schemamok
Koordinaten: 36° 6′ 19″ N, 43° 45′ 9″ O

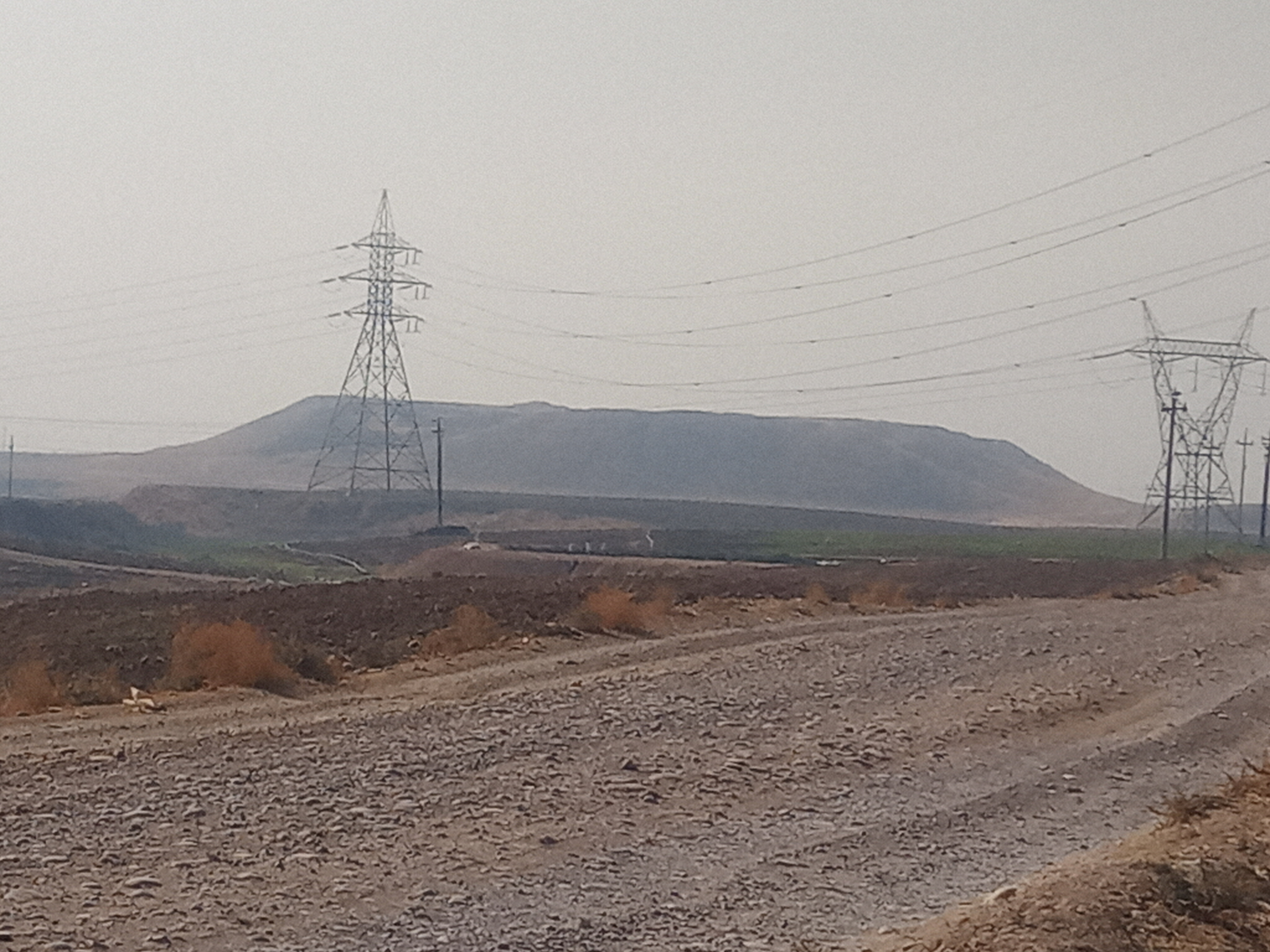
Der Tell von Qasr Schemamok

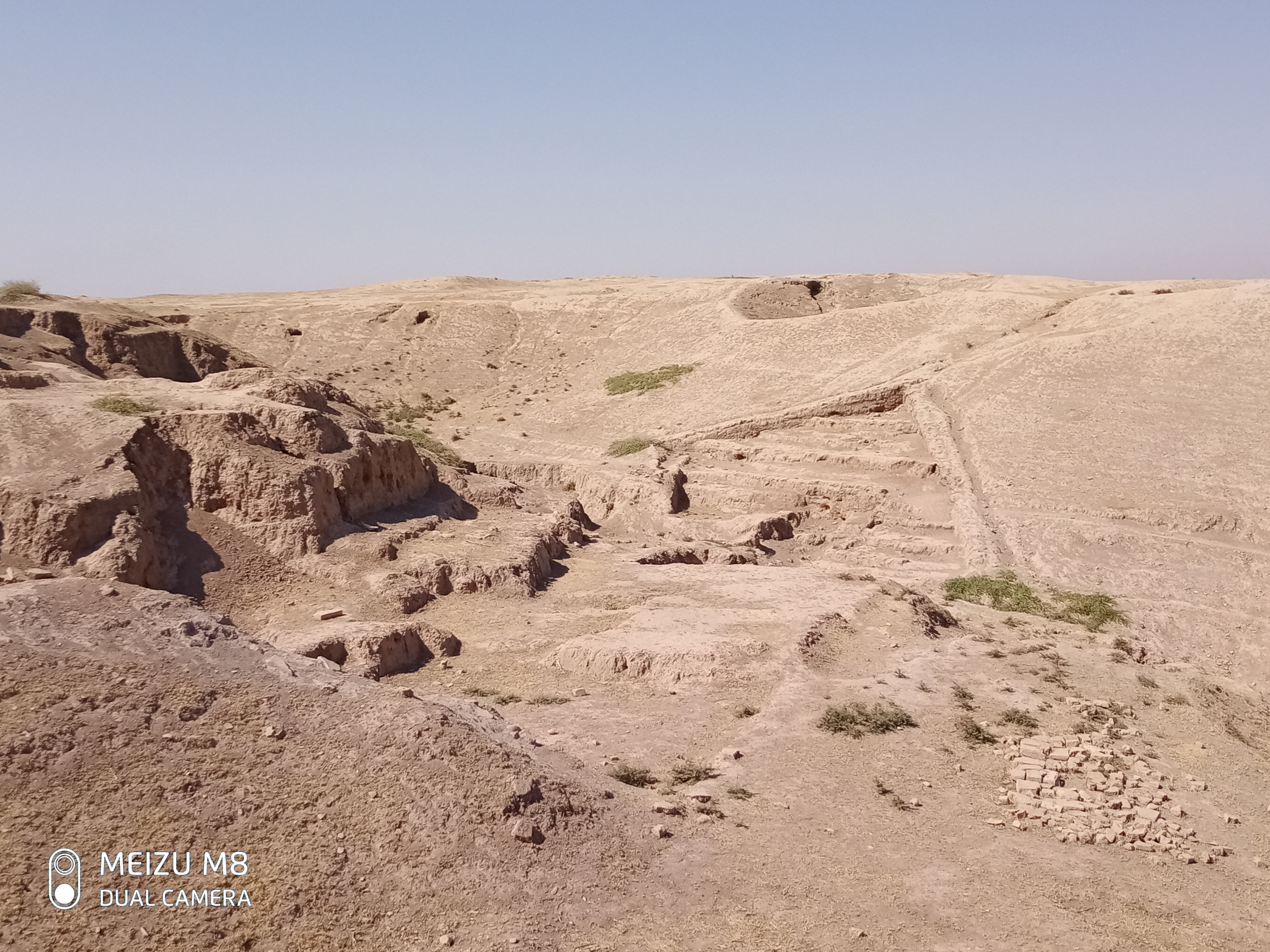
Ausgrabungsarbeiten am Tell

Qasr Schemamok (arabisch قصر شماموك Qaṣr Šimāmūk) auch Qasr Schamamuk und früher Kasr von Schomamok ist eine antike archäologische Stätte etwa 30 Kilometer südlich von Arbil im Gouvernement Erbil in der Region Kurdistan im Irak entlang des Flusses Schiwazor. Es liegt etwa 25 Kilometer von der antiken Stätte Nimrud entfernt in der namengebenden und fruchtbaren Ebene von Schemamok. Überreste aus der Stätte stammen hauptsächlich aus der hurritischen, mittelassyrischen, neuassyrischen, parthischen und sassanidischen Zeit. Unter den Assyrern hieß der Ort Kilizu (oder Kakzu oder Kilizi) und war eine Provinzhauptstadt. Es ist nicht weit von den antiken Stätten Kurd Qaburstan (möglicherweise das antike Qabra) und Tell Baqrta (die in der frühen Bronzezeit 80 Hektar erreichten) entfernt.

## Archäologie
Der Haupthügel hat eine Fläche von etwa 8 Hektar und erhebt sich etwa 30 Meter über die Ebene. Es wird im Nordosten von einer Schlucht durchschnitten, von der man annahm, dass sie sich an der Stelle des alten Tores befand. Eine Unterstadt erstreckt sich südlich des Tells und umfasst etwa 60 Hektar. Die Fläche innerhalb der neuassyrischen Stadtmauer beträgt etwa 50 Hektar. Auch das Gebiet außerhalb des Hauptgeländes weist Anzeichen einer Besiedlung auf. Der südlichste Teil des Geländes liegt unter einem modernen Dorf. Es sind auch Bombenkrater vom Irakkrieg 2003 zu sehen.
Der Ort, der damals als „Qasr von Schomamok“ bekannt war, wurde 1850 von Austen Henry Layard besucht und stellte fest, dass er von einem Damm umgeben und durch eine Schlucht oder einen alten Wasserlauf in zwei Teile geteilt war. Er berichtete, dass ein örtlicher Scheich an der Stelle Ausgrabungen durchgeführt und mehrere tiefe Gräben und Tunnel im Hügel geöffnet und Kammern entdeckt hatte, von denen einige Wände aus einfachen, sonnengetrockneten Ziegeln hatten, andere Räume waren im unteren Teil mit Platten aus rötlichem Kalkstein getäfelt, etwa 3 bis 4 Fuß hoch. Er hatte auch beschriftete Ziegel gefunden, mit der Inschrift, dass Sennacherib hier eine Stadt oder vielmehr einen Palast gebaut hatte. Sennacherib sagt in einer Inschrift, dass er die innere und äußere Mauern Kilizus neu und so hoch wie die Berge errichtet hat. Layard untersuchte auch einen erhöhten Punkt etwa zwei Meilen von Qasr Schemamok entfernt, der offenbar von einer „Burg“ Sanheribs gekrönt wurde.
Im Jahr 1933 führte ein italienisches Team unter der Leitung von Giuseppe Furlani Ausgrabungen am Tell und in der Unterstadt durch. Sie datierten die Stadtmauer auf die neuassyrische Zeit und bestätigten die Identifizierung als antikes Kilizu/Kilizi/Kakzu anhand neuassyrischer Ziegelinschriften. Eine große mittelassyrische, neuassyrische und parthische Nekropole mit insgesamt 42 Gräbern wurde westlich des Hügels ausgegraben. Ausgrabungsfunde – darunter Zylindersiegel, Perlen, Keramikvasen, Eisengegenstände, Terrakottafiguren und zwei große Sarkophage – wurden zwischen dem Archäologischem Nationalmuseum Florenz und dem Bagdad Museum aufgeteilt. Der gegenwärtige Status der Objekte im Bagdader Museum ist unklar.
Im Jahr 2011 begann ein Team der Universität Lyon und der Harvard University unter der Leitung von Olivier Rouault und Maria Grazia Masetti-Rouault mit der Arbeit vor Ort und startete mit einer Oberflächenuntersuchung. Anschließend gruben sie einen 68 Meter langen und 5 Meter breiten Graben aus, der an der Spitze des Tells begann (wo mehrere Haufen scharfer Maschinengewehrmunition gefunden wurden) und nach Süden durch die Unterstadt führte. Es wurde ein Tonnagel des mittelassyrischen Herrschers Ārik-dēn-ili (ca. 1317–1306 v. Chr.) gefunden. Zu den Kleinfunden gehörten Fragmente von Keilschrifttafeln. In den folgenden Grabungszeiten wurde ein in situ beschrifteter Boden eines örtlichen Palastes des mittelassyrischen Herrschers Adad-nirari I. (ca. 1305–1274 v. Chr.) gefunden. Unter dieser Schicht wurden hurritische Keilschrifttafeln und ein Gründungsdokument eines hurritischen Herrschers gefunden.
Von 2012 bis 2020 nutzte die Erbil Plain Archaeological Survey Satellitenfotos, Drohnen und Oberflächenerfassung, um Besiedlungsmuster an zahlreichen Standorten in der Region, darunter Qasr Schemamok, zu ermitteln. Oberflächenfunde und Satellitenbildanalysen deuten darauf hin, dass sich in einer nördlichen Erweiterung des Geländes ein 30 Hektar großes Industriegebiet befand. Die Untersuchung identifizierte eine große Anzahl archäologischer Stätten in der Gegend um Qasr Schemamok.
Ein Uschebti-Fragment (ägyptische Grabstatue) der „Königsmutter“ Udjashu des Pharaos Nektanebos II. aus der 30. Dynastie der Spätzeit Ägyptens wurde in Qasr Schemamok gefunden. An der Stätte wurde ein Sikkatu (beschrifteter Wandpflock) von Aššur-dans II. (ca. 934–912 v. Chr.) gefunden.

#### Schichten
Die einzelnen Perioden, die durch Funde belegt werden konnten, waren im Einzelnen:
- Hassuna-Kultur: 6. – 5. Jahrtausend v. Chr.
- Halaf-Kultur: 5. Jahrtausend v. Chr.
- Uruk-Zeit: Ende 4. Jahrtausend v. Chr.
- Ninive V: Beginn 3. Jahrtausend v. Chr.
- Altbabylonische Zeit: 19.–15. Jahrhundert v. Chr.
- Mittelassyrische Zeit: 14.–10. Jahrhundert v. Chr.
- Neuassyrische Zeit: 9.–7. Jahrhundert v. Chr.
- Post-Assyrisch / Achämenidenreich / Hellenistisch: 4.–1. Jahrhundert v. Chr.
- Parthisch / Römisch: 1. Jahrhundert v. Chr. – 3. Jahrhundert n. Chr.
- Sassaniden: 3. – 7. Jahrhundert
- Islamisch: 11.– 15. Jahrhundert
- Osmanisches Reich: 15. – 19. Jahrhundert

## Geschichte
Die Besiedlung der Stätte dauerte von der Hassuna-, Uruk-, Ninive-V- und Altbabylonischen Zeit bis zur Mittleren Bronzezeit. Zu Beginn der Spätbronzezeit stand die Stätte unter hurritischer Kontrolle, vermutlich als Teil des Mitanni-Reiches. Ein hurritisches Gründungsdokument, das dem Sturmgott gewidmet war und vom Herrschers Irišti-enni stammt, markierte den Bau der Stadtmauer von "Tu’e im Land Kunish". Bei späteren Ausgrabungen wurde diese frühere Mauer gefunden, die 8 Meter breit war und an deren Vorderseite sich ein Graben befand. Danach wuchs in mittelassyrischer Zeit an dieser Stelle eine 50 Hektar große Stadt und wurde zu Kilizu, die Hauptstadt der gleichnamigen assyrischen Provinz. Die Besiedlung dauerte bis in die neuassyrische Zeit an und später während der parthischen, hellenistischen und sassanidischen Zeit (beschränkt auf die Spitze des Tells).
In assyrischen Quellen taucht Kilizu in der Eponymenliste im Jahr 703/704 v. Chr. auf: During the eponomy of Nabû-deni-epuš, [...]; the palace of Kilizu was restored. Namentlich genannte Gouverneure der Stadt bzw. der Provinz sind Ibašši-ilī, Sohn des Aššur-mušallim während der Herrschaft des Ninurta-apil-ekurs (ca. 1191–1179 v. Chr.), Ululayu (832/831 v. Chr.), Adad-mušammer (788/787 v. Chr.) und Nuhšaya (703/702 v. Chr.).

## Weiterführende Literatur
- Dolce, Rita, "A Look at Kandara Qal, upstream from Qasr Shemamok (*)(Iraqi Kurdistan)", Ash-sharq: Bulletin of the Ancient Near East–Archaeological, Historical and Societal Studies 4, S. 292–318, 2020
- Martini, Annarita, "The Glazed Parthian Sarcophagi of the Museo Archeologico Nazionale di Firenze: Rites and the Use of “Bathtub” Coffins", In Gremium. Studies in History, Culture and Politics 15, S. 55–70, 2021
- Rouault, Oliver, & Masetti-Rouault, M. G., "French Excavations in Qasr Shemamok, Iraqi Kurdistan (2013 and 2013 campaigns): The Assyrian Town and Beyond", Proceedings of the 9th International Congress on the Archaeology of the Ancient Near East, Volume 3: Reports, S. 107–118, 2016
- Masetti-Rouault, Maria Grazia, "Recherches de la Mission francaise à Qasr Shemamok-Kilizu: premiers résultats", Comptes rendus des séances de l'Académie des Inscriptions et Belles-Lettres 160.4, S. 1697–1709, 2016
- Masetti-Rouault, Maria Grazia, and Rouault, Olivier, "Les Murs de Kilizu", Between Syria and the Highlands. Studies in honor of Giorgio Buccellati & Marilyn Kelly-Buccellati, hrsg. v. Valentini, Stefano, Guarducci, Guido (SANEM. Studies on the Ancient Near East and the Mediterranean 3), S. 269–278, 2019
- Masetti-Rouault, Maria Grazia, and Ilaria Calini, "Materials from French excavations in Erbil area (2011–2013): Qasr Shemamok", The Archaeology of the Kurdistan Region of Iraq and Adjacent Regions, S. 209–218, 2016
- Masetti-Rouault, Maria Grazia, and Olivier Rouault. "Another town in the Northern Mesopotamia plains: excavations at Qasr Shemamok (Kurdistan, Iraq) in 2017–2018, Stories Told Around the Fountain. Papers Offered to Piotr Bieliński on the Occasion of His 70th Birthday, S. 417–432, 2019
- Masetti-Rouault, Maria Grazia et al., "Changing Gods at Qasr Shemamok: Local Cults and the Assyrian Empire at the Beginning of Iron Age", Between the Age of Diplomacy and the first great Empire (1200-900 BCE); Ancient western Asia beyond the paradigm of collapse and regeneration, 2019
- Masetti-Rouault, Maria Grazia, "Rethinking Assyrian history: new archaeological research at Qasr Shemamok, Iraqi Kurdistan (2011–2013)", Études Mésopotamiennes/Mesopotamian Studies I, S. 47–53, 2018
- Postgate, J. N., "Kilizu", Reallexicon der Assyriologie 5/7–8, S. 591–593, 1980
- Rouault, Olivier and Masetti-Rouault, Maria Grazia, "Les briques inscrites de Qasr Shemamok migrations, réutilisations et valeur documentaire", Parcours d'Orient. Recueil de textes offert à Christine Kepinski, hrsg. v. Bérengère Perello, Aline Tenu, 2016
- Rouault, O., M. G. Masetti-Rouault, I. Calini, J. Macginnis, J. Ur and Q. Vitale, "Qasr Shemamok-Kilizu (Kurdistan d’Irak), les campagnes de 2011 (9 avril-15 mai et 16 octobre-5 novembre)", in V. Déroche, M. G. Masetti-Rouault and C. Nicolle, eds., Études Mésopotamiennes – Mesopotamian Studies No. 1. Oxford: Archaeopress, S. 212–253, 2018
- Rouault, O., M. G. Masetti-Rouault, I. Calini and F. Defendenti, "La Mission Archéologique Francaise à Qasr Shemamok/Kilizu, Kurdistan d’Irak. Première et Seconde Campagnes (2011–2012)", Routes de l’Orient, S. 20–28, 2014
- Rouault, O., "Qasr Shemamok (ancient Kilizu), a Provincial Capital East of the Tigris: Recent Excavations and New Perspectives", in J. MacGinnis, D. Wicke and T. Greenfield, eds., The Provincial Archaeology of the Assyrian Empire. Cambridge: McDonald Institute for Archaeological Research, S. 151–162, 2016
- Rouault, Olivier, "Recent Researches in the Erbil Region: 2010 Excavations in Kilik Mishik (Iraqi Kurdistan)", Time and History in the Ancient Near East: Proceedings of the 56th Rencontre Assyriologique Internationale, Barcelona, July 26–30, 2010, edited by Lluis Feliu, J. Llop, A. Millet Albà and Joaquin Sanmartín, University Park, USA: Penn State University Press, S. 809–822, 2013
- Rova, Elena, "Fragments of a Hidden History: The Third Millenium BC at Qasr Shemamok", P. Abrahami et L. Battini (eds), Ina dmarri u qan tuppi. Par la bêche et le stylet, S. 245–255, 2019
- Tomczyk, Jacek, "Preliminary report on human remains from Qasr Shemamok (Erbil, Federal region of Iraqi Kurdystan). Season 2012", Studia Ecologiae et Bioethicae 11.3, S. 173–178, 2013
- Tomczyk, Jacek, "Preliminary report on human remains from Qasr Shemamok (Erbil): Season 2013 and concept of anthropological project", Studia Ecologiae et Bioethicae 11.4, S. 143–152, 2013
- Zoltán Niederreiter, "A Neo-Assyrian Storage Jar Fragment with Measures of Capacity from Kilizu (Qaṣr Šemāmok), the Capital of an Assyrian Province", Mesopotamia 51, S. 55–58, 2016